# Lijst van Nederlandse deelnemers aan de Olympische Winterspelen van 1976
Dit is een lijst van Nederlandse deelnemers aan de Winterspelen van 1976 in Innsbruck.
| Olympiër             | Sport       | Onderdeel                                              | Ervaring  |
| -------------------- | ----------- | ------------------------------------------------------ | --------- |
| Jan Bazen            | schaatsen   | 500 meter 1000 meter                                   | debutant  |
| Jan Derksen          | schaatsen   | 5000 meter                                             | debutant  |
| Annie Borckink       | schaatsen   | 500 meter 1000 meter 1500 meter 3000 meter             | debutant  |
| Hans van Helden      | schaatsen   | 500 meter 1000 meter 1500 meter 5000 meter 10000 meter | debutant  |
| Christa Jaarsma      | schaatsen   | 500 meter 1000 meter 1500 meter 3000 meter             | debutant  |
| Piet Kleine          | schaatsen   | 1000 meter 1500 meter 5000 meter 10000 meter           | debutant  |
| Dianne de Leeuw      | kunstrijden | individueel                                            | 2e Spelen |
| Sijtje van der Lende | schaatsen   | 500 meter 1000 meter 1500 meter 3000 meter             | debutant  |
| Klaas Vriend         | schaatsen   | 500 meter 1500 meter 10000 meter                       | debutant  |